# 학원 베이비시터즈
《학원 베이비시터즈》(学園ベビーシッターズ)는 도케이노 하리가 원작한 일본의 만화이다. 「LaLa」(하쿠센샤)에서 2009년 11월호에서 연재 중이다.

## 줄거리
카시마 류이치와 코타로 형제는 부모를 비행기 사고로 잃었다. 두 사람을 거둔 것은 같은 사고로 아들 부부를 잃은 모리노미야 학원 이사장. 류이치가 성인이 되기까지 돌보는 대신 육아 도우미를 하게 시킨다. 류이치는 일하는 여성 교사들 때문에 만들어진 보육실에 일손이 부족해서 만들어진 베이비시터부의 첫 번째 부원이다. 이후 코타로와 같은 나이에 동생인 타카의 형이자 학교 과학교사인 어머니를 두고있는 타미카니 하야토와 함께 아이들을 돌본다.

## TV 애니메이션
LaLa 2017년 5월호에서 TV 애니메이션화가 발표되어, 2018년 1월 7일부터 3월 25일까지 도쿄 MX에서 방영되었다. 대한민국에서는 대원방송과의 계약으로 애니박스와 애니원, 챔프TV에서 자막판과 한국어판 모두 방영했다.